# 皇ハマオ
皇 ハマオ（すめらぎ はまお、1980年3月30日 - ）は、日本の男性漫画家・同人作家。福井県出身で、現在は東京都在住。血液型はB型。

## 概要
2008年現在は『月刊コンプエース』（角川書店発行）を中心に作品を発表している。
同人サークル「おたうT-R」を主宰しているが、専ら一般向け作品を執筆しており、いわゆる成人向け作品はほとんど描かない。
画風はいわゆる「アニメ絵」であるが、描き込みは基本的に繊細で、キャラクターの表情も丁寧に描かれる。

## 人物
- 現在は艦隊これくしょんをネタとした同人誌を執筆している。
- 同人作品でもゲームを元ネタとしたものが多い。
- 君が主で執事が俺でガイドブックの座談会において、自身がコミカライズを担当したつよきすの佐藤良美シナリオを「神棚に飾っておいて、いつか同人誌で発表したい」と絶賛していた。

## 作品リスト
- 椿色バラッド（『月刊コミックブレイド』2010年8月号[1] - 2012年2月号連載[2]、全3巻） - 刑事漫画。
- つよきす（『月刊コンプエース』連載、全3巻） - 同名のPCゲームのメディアミックス作品。
- 君が主で執事が俺で（『月刊コンプエース』2007年12月号 - 2009年6月号連載） - 同名のPCゲームのメディアミックス作品。ゲーム版も手がけた白猫参謀との共著となっているが、皇はネーム担当であり、実際の作画は白猫が行っている。
- 真剣で私に恋しなさい!S 松永燕編（『コンプティーク』連載、全1巻）
- 真剣で私に恋しなさい!S 九鬼紋白編（『月刊コンプエース』連載、全2巻） - PCゲームのメディアミックス作品。ゲームのヒロインである松永燕と九鬼紋白のシナリオのコミカライズを皇が担当。
- 世界最高の暗殺者、異世界貴族に転生する（原作：月夜涙、キャラクター原案：れい亜、『ヤングエースUP』2019年1月28日 - 連載中、既刊8巻） - 同名のライトノベルのコミカライズ作品[3]。

### アンソロジー
- 『コミックブレイド the bootleg 2011 SUMMER Vol.10』 （コミックマーケット80にて発行された、公式アンソロジー） - 『そふてにっ』とのコラボレーション短編を掲載。